# Powiat bieszczadzki
Powiat bieszczadzki – powiat w Polsce, w województwie podkarpackim z siedzibą w Ustrzykach Dolnych. Stanowi fragment dawnego województwa krośnieńskiego. Został utworzony w 1999 roku w ramach reformy administracyjnej. W 2002 roku wydzielono z niego powiat leski.
Jest najrzadziej zaludnionym (19,46 os./km²) i 2. najmniej ludnym (20 702) powiatem w Polsce.

## Granice powiatu
Powiat swoim obszarem obejmuje najdalej wysunięty na południe skrawek Polski. Graniczy od zachodu z powiatem leskim i na niewielkim odcinku z powiatem sanockim, od północy z powiatem przemyskim, natomiast od wschodu i południa granica powiatu pokrywa się z granicą państwową z Ukrainą (obwodem lwowskim i rejonem użhorodzkim obwodu zakarpackiego). Graniczy również (szczyt Krzemieniec, 1221 m n.p.m.) ze słowackim powiatem snińskim. Do roku 1918 tereny obecnego powiatu graniczyły z węgierskim komitatem Ung.

## Podział administracyjny
W skład powiatu wchodzą:
- gminy miejsko-wiejskie: Ustrzyki Dolne
- gminy wiejskie: Czarna, Lutowiska
- miasta: Ustrzyki Dolne

## Demografia

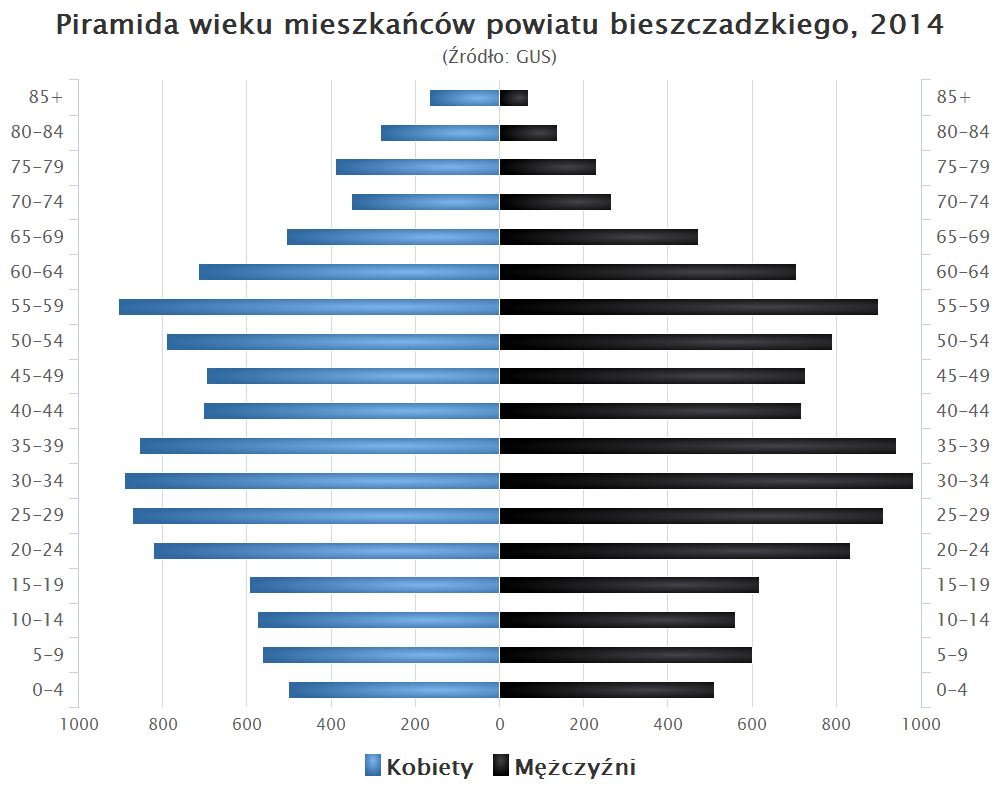
Piramida wieku mieszkańców powiatu bieszczadzkiego w 2014 roku

Liczba ludności (dane z 31 grudnia 2014):
|        | Ogółem | Ogółem | Kobiety | Kobiety | Mężczyźni | Mężczyźni |
| osób   | %      | osób   | %       | osób    | %         |           |
| ------ | ------ | ------ | ------- | ------- | --------- | --------- |
| Ogółem | 22 155 | 100    | 11 179  | 50,46   | 10 976    | 49,54     |
| Miasto | 9383   | 42,35  | 4858    | 21,93   | 4525      | 20,42     |
| Wieś   | 12 772 | 57,65  | 6321    | 28,53   | 6451      | 29,12     |

▶Wieś vs ▶miasto
Ogółem (▶k, ▶m)
Miasto (▶k, ▶m)
Wieś (▶k, ▶m)

## Gospodarka
Podstawowe gałęzie gospodarki:
- rolnictwo
- turystyka

## Religia
- Kościół rzymskokatolicki: 15 parafii
- Kościół greckokatolicki: parafia
- Świadkowie Jehowy: zbór[4].

## Starostowie bieszczadzcy
- Ewa Sudoł (1999–2006) (UW)
- Krzysztof Gąsior (2006–2014) (PO)
- Marek Andruch (od 2014) (PiS)

## Sąsiednie powiaty
- powiat leski
- powiat przemyski
- powiat sanocki